# Paralephana finipunctula
Paralephana finipunctula är en fjärilsart som beskrevs av Holland 1894. Paralephana finipunctula ingår i släktet Paralephana och familjen nattflyn. Inga underarter finns listade i Catalogue of Life.